# او-۲۶۱
زیردریایی یو-۲۶۱ (به انگلیسی: German submarine U-261) یک زیردریایی بود که طول آن ۶۷٫۱ متر (۲۲۰ فوت ۲ اینچ) بود. این زیردریایی در سال ۱۹۴۱ ساخته شد.